# Памятник Артёму (Шахты)
Памятник Артему — памятник товарищу Артему (псевдоним Фёдора Андреевича Сергеева), российскому революционеру, советскому политическому деятелю.

## История
Товарищ Артем (настоящая фамилия Сергеев Фёдор Андреевич) был профессиональным революционером,  близким другом Сергея Кирова и Иосифа Сталина, деятелем Коммунистической партии, основателем Донецко-Криворожской советской республики и первым председателем Совнаркома Донецко-Криворожской республики, в состав которой в начале XX века входил г. Александровск-Грушевский (ныне г.Шахты).
Товарищ Артем уделял внимание послевоенному восстановлению угольной промышленности в Донбассе.  18 апреля 1921 года Федор Андреевич приезжал в г.  Шахты. Там он участвовал   в работе сессии Шахтинского уездного комитета Советов, выступал на собраниях рабочих I-го государственного рудника (теперь это шахта им. Артема).
Память о товарище Артеме была увековечена в Украинской ССР, в Ростовской области. Его имя носил один из поселков города Шахты, электростанция, шахта им. Артема, шахта «Глубокая» (им. Артема № 2), улица города.
Памятники товарищу Артему устанавливали в СССР в городах Святогорск, Донецк,  в городе Артем Приморского края, Кривом Роге и др. Крупнейшими были железобетонные памятники в городе Артемовске (скульптор Иван Кавалеридзе, 1927) высотой постамента 15 метров и скульптуры в 15 метров и в Святогорске, где высота памятника составила 22 метра, постамента — 6 метров. В годы Великой Отечественной войны памятник в Артемовске был разрушен немцами.
13 августа 1968 года памятник товарищу Артему был установлен  в центре поселка Артем.
Скульптура памятника имеет высоту 9,7 метра, пьедестал — 5,2 метра. Памятник выполнен коллективом шахтинских скульпторов: Б. У. Акользиным, Л. И. Ганьшиным, Н. А. Карагодиным, А. Демидовичем. Товарищ Артем изображен в движении, скульптура окрашена серебряной краской.
Со временем памятник стал портиться и разрушаться. В 2012 году Владимиром  Лавреневым была проведена реставрация памятника.